# Bratski (Pérvaia Siniükha)
|  | Per a altres significats, vegeu «Bratski». |

Bratski - Братский (rus) - és un khútor del krai de Krasnodar, a Rússia. Es troba als vessants septentrionals del Caucas, a la vora del riu Siniükha, afluent del Txamlik. És a 26 km a l'est de Labinsk i a 167 km a l'est de Krasnodar.
Pertany al khútor de Pérvaia Siniükha.